# Jiffin
Jiffin (Schreibvariante: Jeffin) ist eine Ortschaft im westafrikanischen Staat Gambia.
Nach einer Berechnung für das Jahr 2013 leben dort etwa 789 Einwohner, das Ergebnis der letzten veröffentlichten Volkszählung von 1993 betrug 603.

## Geographie
Jiffin liegt in der Lower River Region im Distrikt Jarra West, rund 2,3 Kilometer westlich von Toniataba und 2,4 Kilometer östlich von Kaiaf.